# جونیور (بازیکن فوتبال، زاده ۱۹۷۹)
آلوسیو دا سیلوا نیرس جونیور (به پرتغالی: Aluísio da Silva Neves Júnior) مدافع اهل برزیل است که در شهر Conceição de Macabu و در تاریخ تاریخ ورودی نامعتبر است به دنیا آمده‌است.
آلوسیو دا سیلوا نیرس جونیور در تیم‌های فوتبال Botafogo، بورسااسپور سابقهٔ حضور دارد.